# Abellerol capblau oriental
L'abellerol capblau oriental (Merops muelleri) és una espècie d'ocell de la família dels meròpids (Meropidae) que habita la zona afrotròpica.

## Hàbitat i distribució
Habita boscos clars, vegetació de ribera i terres de conreu de Guinea Equatorial, el Gabon, República del Congo, sud de la República Centreafricana, República Democràtica del Congo i oest de Kenya.

## Taxonomia
Considerat tradicionalment coespecífic de Merops mentalis, actualment i arran moderns estudis han estat separats en dues espècies diferents: